# Los recolectores de suicidas
Los recolectores de suicidas (The Suicide Collectors en inglés) es una novela estadounidense de ciencia ficción postapocalíptica de 2008 escrita por David Oppegaard siendo este su primer trabajo literario.
Fue nominada al Premio Bram Stoker a la Mejor Novela Novel por la Horror Writers Association.

## Resumen
La trama está ambientada en Estados Unidos en un futuro cercano. Hace cinco años una misteriosa plaga conocida como la "Desesperación" asoló el 90% de la población mundial. Tal fenómeno provoca que la gente pierda el sentido común y se suicide en masa, a estos sucesos le siguen la aparición de unos seres vivos conocidos como "Recolectores", los cuales se llevan a los suicidas tras ser inducidos a que den el fatídico último paso como si de enviados de la muerte se tratasen.
La historia se centra en los dos [aparentemente] únicos supervivientes de una localidad costera de Florida. Norman y Pops han sido amigos y vecinos desde mucho tiempo. Cuando la mujer del primero se suicida y los Recolectores aparecen con la intención de llevarse el cuerpo, Norman consigue matar a uno de ellos. 
Sin nada que perder, convence a su amigo, cuya mujer corrió la misma suerte, para que le acompañe a Seattle después de que años atrás, un extraño hombre le dijera que un doctor está creando una cura para la Desesperación. Mientras van de viaje, a ellos se les une una joven de 8 años cuyos padres también murieron. 
Sin embargo el camino que les espera no es fácil, puesto que los Recolectores han puesto precio a la cabeza de Norman, el cual parece haberse convertido en un líder de la resistencia.

## Recepción
Desde Publishers Weekly valoraron positivamente la "prosa elocuente" y el trasfondo de los personajes de Oppegaard cuya primera novela fue comparada con la película de M. Night Shyamalan: The Happening. En Bookmarks también hicieron una reseña favorable respecto a la "atmósfera" creada que "permite al autor jugar con el género postapocalíptico manteniendo fresca la narrativa en un mundo sombrío".